# 四川长柄山蚂蝗
四川长柄山蚂蝗（学名：Podocarpium podocarpum var. szechuenense）为豆科长柄山蚂蝗属下的一个变种。

## 扩展阅读
- 維基物種上的相關：四川长柄山蚂蝗